# 마태복음 10장 38절
마태복음 10장 38 절은 신약 마태복음 10장에 나오는 말씀이다.

## 내용
웨스코트-호르트에 따르면 이 구절에 대한 그리스어 원문은 다음과 같다.
καὶ ὃς οὐ λαμβάνει τὸν σταυρὸν αὐτοῦ καὶ ἀκολουθεῖ ὀπάσΩ μου, οὐκ ἔστι μου ἄξιος.
킹제임스 성경(King James Version)의 성경 본문은 다음과 같다.
또 자기 십자가를 지고 내 뒤를 따르지 아니하는 자도 내게 합당하지 아니하니라.
새 국제판 성경 (New International Version)은 이 구절을 다음과 같이 번역한다.
and anyone who does not take his cross and follow me is not worthy of me.

## 분석
존 맥에 빌리(John McEvilly) 대주교는 "자신의 십자가를 짊어지라"는 말에 대해 이는 유쾌하고, 기꺼이, 참을성 있게 "하나님의 손에서" 십자가를 지는 것을 의미한다고 말했다. 십자가는 흔히 고통으로 해석되며, 필요하다면 잔인한 죽음을 의미하기도 한다. 그는 그것이 " 당신의 십자가"라고 표현됨을 지적한다. 왜냐하면 "하느님의 특별한 섭리로 그분께서는 각 개인에게 어떤 십자가를 내릴지 가장 잘 아시기 때문이다." 이 구절에서 예수는 자신이 자신의 어깨에 짊어질 십자가를 분명히 암시하고 있다.
로버트 위덤(Robert Witham)은 예수가 제자들에게 지라고 명한 두 가지 유형의 십자가가 있다고 말한다. 하나는 육체적인 십자가이고 다른 하나는 영적인 십자가다. 그는 우리에게 "촉각, 미각, 시각 등의 제멋데로 구는 욕망들을 억제하라"고 주먹쥐듯 명령한다. 두 번째로 그는 우리에게 "겸손, 평온, 겸손, 평화 등으로 마음의 탐심을 다스리고 마음의 모든 불규칙한 움직임을 억제하라"고 가르친다.
디트리히 본회퍼의 책 《제자도의 댓가》 (한국 에서는 "나를 따르라"라는 제목으로도 알려져 있다)에서 본회퍼는 "값싼 은혜"와 "값비싼 은혜"의 차이점을 마태복음 10:38같은 구절들에서 근거하고 있다:
값싼 은혜는 회개를 요구하지 않는 용서와, 교회 권징이 없는 세례를 전파하는 것이다. [죄에 대한] 고백이 없는 성찬이다. 값싼 은혜는 제자도가 없는 은혜이고, 십자가가 없는 은혜이며, 살아 계시고 성육신하신 예수 그리스도가 없는 은혜다.

## 교부들의 논평
크리소스톰은 이렇게 설명했다: "그러면 하나님의 사랑을 더 원하는 자들이 실족하지 않도록 하나님께서는 그들을 더 높은 교리로 인도하신다. 사람의 영혼보다 사람에게 더 가까운 것은 없다. 그러나 그분께서는 이것을 미워할 뿐만 아니라, 오직 사람이 그것을 죽음과 피에 내어주도록 예비하였으니 다만 죽을 뿐 아니라 오직 잔혹하고 가장 불명예스러운 죽음 곧 십자가의 죽음에 이르게끔 지시하신다. 그러므로 그런즉 누구든지 자기 십자가를 지지 아니하고 나를 따르지 않는 것은 나에게 합당하지 아니하니라. 아직 자기의 고난에 관하여는 저희에게 아무 말씀도 아니하시고 다만 그 동안에 이것으로 저희를 교훈하시나니 이는 저희로 그의 수난에 관한 말씀을 더 쉽게 받아들이게 하려 하심이니라.”
푸아티에의 힐라리는 이렇게 설명했다: "또 그리스도에 속한 자들은 몸과 함께 그 악과 정욕을 십자가에 못 박았느니라. (갈 5:24.) 그리고 자기 십자가를 지지 않는 자는 그리스도에게 합당치 아니하다. [그분의 십자가를 통해] 우리는 그분과 함께 죽고, 고난을 받고, 그분과 함께 장사되고 다시 살아나며, 이 신앙의 성사 안에서 영의 새로움으로 살기를 목적으로 그의 주님을 따른다."